# Marinha do Arvoredo

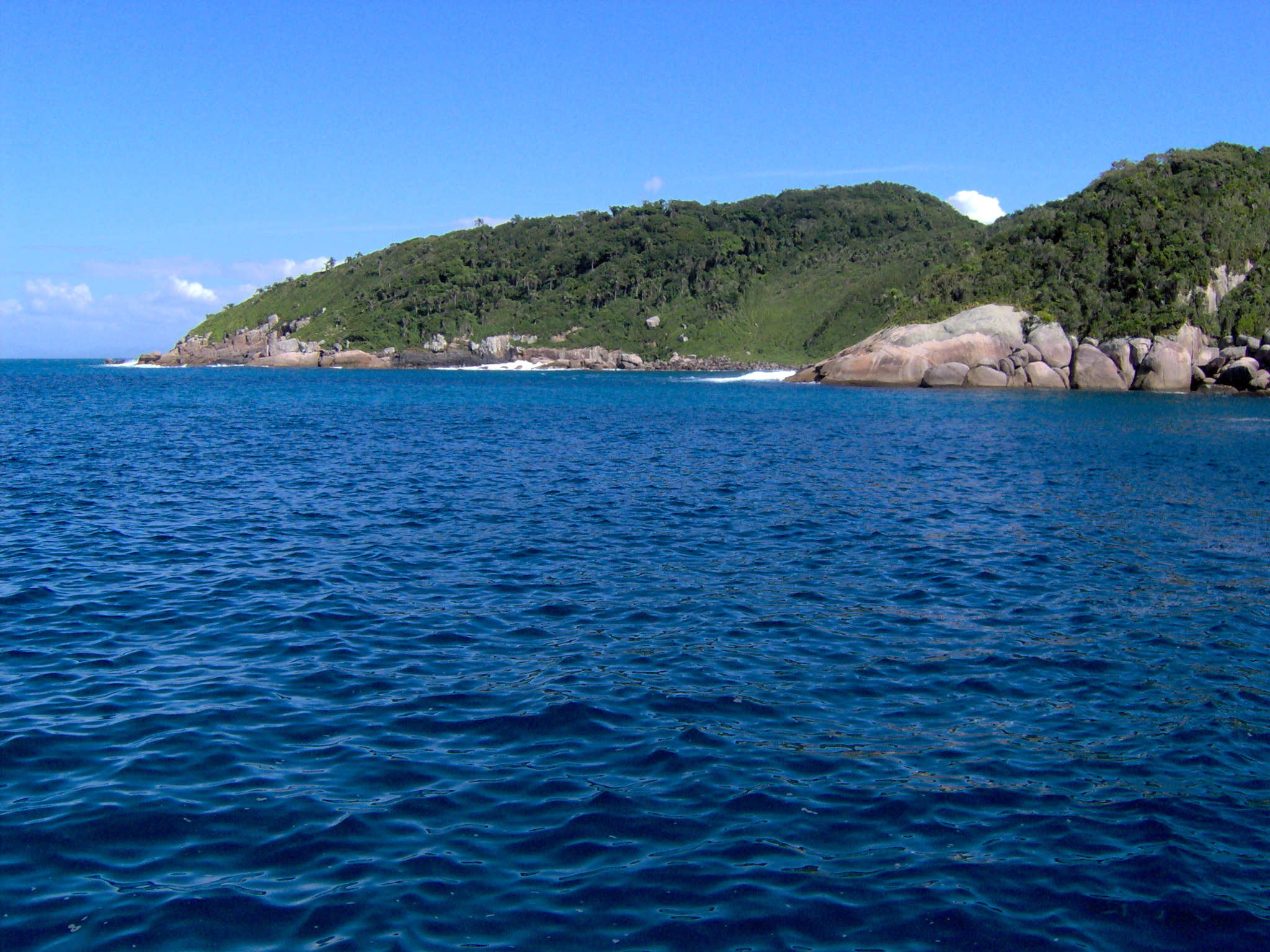
Zuidkust van het Arvoredo-eiland

Marinha do Arvoredo (Portugees: Reserva Biológica Marinha do Arvoredo) is een beschermd natuurmonument in Brazilië. Het ligt bij de kust van de staat Santa Catarina, 7 kilometer bij Florianópolis vandaan. Het is beschermd verklaard om 44,000 vierkante meter oceaan en eilanden te behoeden voor de mens. Eilanden die onder bescherming staan, zijn Arvoredo, Gale en Deserta. Er leven veel zeevogels op de eilanden.